# Marta Jiménez
Marta Jiménez, auch in der Schreibweise Marta Jimenez (* im 20. Jahrhundert) ist eine spanische Philosophin und Philosophiehistorikerin auf dem Gebiet der antiken Philosophie. Sie ist nicht zu verwechseln mit der spanischen Historikerin und anderen Personen gleichen Namens.

## Leben
Nach dem Ph.D. in Philosophie 2011 an der Universität Toronto mit einer Dissertation zu The Virtues of Shame: Aristotle on the Positive Role of Shame in Moral Development war Jiménez von 2011 bis 2024 Associate Professor an der Emory University und ist nunmehr Senior Research Scholar an der Fakultät für Philosophie der Universität Complutense Madrid. Im akademischen Jahr 2015–2016 war sie Fellow in Residence am Edmond J. Safra Center for Ethics der Harvard University, von 2022 bis 2024 hatte sie ein Forschungsstipendium des spanischen Ministeriums für Bildung an der Universität Complutense Madrid. 2018 war sie Visiting Scholar an der Fakultät für Philosophie der Universität Oxford.
Jiménez arbeitet zur Moralpsychologie, Handlungsphilosophie und Theorie der Emotionen sowie zur sozialen und politischen Epistemologie. In ihrer ersten Monographie untersucht sie die Rolle der Scham in der Ausbildung guten Verhaltens bei Aristoteles. Weitere Arbeiten sind Platon gewidmet. Ein aktuelles Buchprojekt ist einer Untersuchung zu Aristoteles’ Psychologie der Gerechtigkeit gewidmet.

## Schriften (Auswahl)
- Aristotle and Protagoras against Socrates on Courage and Experience. In: Claudia Marsico (Hrsg.), Socrates and the Socratic Philosophies. Selected Papers from Socratica IV. Academia Verlag, St. Augustin 2021, S. 361–376.
- Aristotle on Shame and Learning to Be Good. Oxford University Press, Oxford 2020, ISBN 9780198829683. – Rezensionen von: Duane Long, Bryn Mawr Classical Review 2021.06.06; Howard J. Curzer, Notre Dame Philosophical Reviews 2022.01.09
- Plato on the Role of Anger in our Intellectual and Moral Development. In: Laura Candiotto, Olivier Renaut (Hrsg.), Emotions in Plato  (= Brill, Plato’s Studies Series, 4). Brill, Leiden 2020, S. 285–307.
- Empeiria and Good Habits in Aristotle’s Ethics. In: Journal of the History of Philosophy 57, 2019, S. 363–389.
- Self-Love and the Unity of Justice in Aristotle. In: Epoché. A Journal for the History of Philosophy 24, 2019, S. 413–429.
- Aristotle on Enduring Evils While Staying Happy. In: Pavlos Kontos (Hrsg.), Evil in Aristotle. Cambridge University Press, Cambridge 2018, S. 150–169.
- Aristotle on Learning Virtue by Doing Virtuous Actions. In: Phronesis 61, 2016, S. 3–32.
- Aristotle on “Steering the Young by Pleasure and Pain”. In: Journal of Speculative Philosophy 29, 2015, S. 137–164.